# 啟示書院
啟示書院（英語：Compass College），是在香港的一所已關閉的私營教學公司，主要經營工商管理、款待及旅遊、媒體新聞製作的「職業導向」課程。前校舍設於銅鑼灣。

## 背景
2009至2013年稱「香港教育（國際）投資集團」於2013年向Seasoned Leader Limited收購股份而取得，使主要經營連鎖補習社的現代教育延伸至中學後的職業教育課程，並由現代教育國際旗下的CCBA International Holdings Limited經營。在2016年香港教育國際曾經計劃利用「啟示書院」在創業板上市，後來因為母公司香港教育國際陷入財困而沒有成事，最後倒閉收場。

## 外部連結
- Compass College Official Website
- Compass College Students' Union'Website